# 대한민국의 단체장 재보궐선거
이 문서는 대한민국의 역대 단체장 재보궐선거 결과를 다룬 문서이다.

## 광역단체장

### 민선 1기 (1995년 ~ 1998년)
재보궐선거가 실시되지 않았다.

### 민선 2기 (1998년 ~ 2002년)
재보궐선거가 실시되지 않았다.

### 민선 3기 (2002년 ~ 2006년)
| 연도   | 날짜    | 선거구     | 정당 | 정당       | 전임자 | 정당 | 정당         | 당선자 |
| ------ | ------- | ---------- | ---- | ---------- | ------ | ---- | ------------ | ------ |
| 2004년 | 6월 5일 | 부산광역시 |      | 한나라당   | 안상영 |      | 한나라당     | 허남식 |
| 2004년 | 6월 5일 | 전라남도   |      | 열린우리당 | 박태영 |      | 새천년민주당 | 박준영 |
| 2004년 | 6월 5일 | 경상남도   |      | 한나라당   | 김혁규 |      | 한나라당     | 김태호 |
| 2004년 | 6월 5일 | 제주도     |      | 열린우리당 | 우근민 |      | 한나라당     | 김태환 |

### 민선 4기 (2006년 ~ 2010년)
재보궐선거가 실시되지 않았다.

### 민선 5기 (2010년 ~ 2014년)
| 연도   | 날짜      | 선거구         | 정당 | 정당       | 전임자 | 정당 | 정당       | 당선자 |
| ------ | --------- | -------------- | ---- | ---------- | ------ | ---- | ---------- | ------ |
| 2011년 | 4월 27일  | 강원도         |      | 민주당     | 이광재 |      | 민주당     | 최문순 |
| 2011년 | 10월 26일 | 서울특별시     |      | 한나라당   | 오세훈 |      | 무소속     | 박원순 |
| 2012년 | 4월 11일  | 세종특별자치시 | 신설 | 신설       | 신설   |      | 자유선진당 | 유한식 |
| 2012년 | 12월 19일 | 경상남도       |      | 민주통합당 | 김두관 |      | 새누리당   | 홍준표 |

### 민선 6기 (2014년 ~ 2018년)
재보궐선거가 실시되지 않았다.

### 민선 7기 (2018년 ~ 2022년)
| 연도   | 날짜    | 선거구     | 정당 | 정당         | 전임자 | 정당 | 정당     | 당선자 |
| ------ | ------- | ---------- | ---- | ------------ | ------ | ---- | -------- | ------ |
| 2021년 | 4월 7일 | 서울특별시 |      | 더불어민주당 | 박원순 |      | 국민의힘 | 오세훈 |
| 2021년 | 4월 7일 | 부산광역시 |      | 더불어민주당 | 오거돈 |      | 국민의힘 | 박형준 |

### 민선 8기 (2022년 ~ 2026년)
재보궐선거가 실시되지 않았다.

### 민선 9기 (2026년 ~ 2030년)
재보궐선거가 아직 실시되지 않았다.

## 기초단체장

### 민선 1기 (1995년 ~ 1998년)
| 연도   | 날짜      | 선거구      | 정당 | 정당           | 전임자 | 정당 | 정당           | 당선자 |
| ------ | --------- | ----------- | ---- | -------------- | ------ | ---- | -------------- | ------ |
| 1996년 | 6월 15일  | 전북 전주시 |      | 새정치국민회의 | 이창승 |      | 새정치국민회의 | 양상렬 |
| 1996년 | 8월 5일   | 전남 여천군 |      | 새정치국민회의 | 정근진 |      | 무소속         | 주승용 |
| 1996년 | 9월 12일  | 서울 노원구 |      | 새정치국민회의 | 최선길 |      | 자유민주연합   | 김용채 |
| 1996년 | 11월 18일 | 경기 오산시 |      | 무소속         | 유태형 |      | 자유민주연합   | 유관진 |

### 민선 2기 (1998년 ~ 2002년)
| 연도   | 날짜      | 선거구        | 정당 | 정당           | 전임자 | 정당 | 정당           | 당선자 |
| ------ | --------- | ------------- | ---- | -------------- | ------ | ---- | -------------- | ------ |
| 1998년 | 11월 26일 | 경남 사천시   |      | 한나라당       | 하일청 |      | 무소속         | 정만규 |
| 1999년 | 3월 30일  | 경기 안양시   |      | 한나라당       | 이석용 |      | 한나라당       | 신중대 |
| 1999년 | 8월 19일  | 경기 고양시   |      | 새정치국민회의 | 신동영 |      | 한나라당       | 황교선 |
| 1999년 | 9월 2일   | 경남 함안군   |      | 한나라당       | 조성휘 |      | 한나라당       | 진석규 |
| 1999년 | 9월 9일   | 광주 남구     |      | 새정치국민회의 | 박용권 |      | 새정치국민회의 | 정동년 |
| 1999년 | 9월 9일   | 경기 용인시   |      | 무소속         | 윤병희 |      | 새정치국민회의 | 예강환 |
| 1999년 | 10월 5일  | 제주 남제주군 |      | 새정치국민회의 | 강태훈 |      | 새정치국민회의 | 강기권 |
| 1999년 | 10월 28일 | 울산 동구     |      | 민주노동당     | 김창현 |      | 무소속         | 이영순 |
| 1999년 | 12월 9일  | 경기 안성시   |      | 새정치국민회의 | 한영식 |      | 한나라당       | 이동희 |
| 1999년 | 12월 9일  | 경기 화성군   |      | 새정치국민회의 | 김일수 |      | 한나라당       | 우호태 |
| 2000년 | 1월 25일  | 부산 해운대구 |      | 한나라당       | 신중복 |      | 한나라당       | 서병수 |
| 2000년 | 1월 25일  | 인천 남동구   |      | 자유민주연합   | 이헌복 |      | 한나라당       | 윤태진 |
| 2000년 | 6월 8일   | 서울 용산구   |      | 새천년민주당   | 성장현 |      | 한나라당       | 박장규 |
| 2000년 | 6월 8일   | 서울 송파구   |      | 새천년민주당   | 김성순 |      | 한나라당       | 이유택 |
| 2000년 | 6월 8일   | 부산 수영구   |      | 한나라당       | 신종관 |      | 한나라당       | 유재중 |
| 2000년 | 6월 8일   | 인천 중구     |      | 새천년민주당   | 이세영 |      | 새천년민주당   | 김홍섭 |
| 2000년 | 6월 8일   | 대전 유성구   |      | 새천년민주당   | 송석찬 |      | 자유민주연합   | 이병령 |
| 2000년 | 6월 8일   | 충북 괴산군   |      | 자유민주연합   | 김환묵 |      | 자유민주연합   | 김문배 |
| 2000년 | 6월 8일   | 경북 청송군   |      | 한나라당       | 안의종 |      | 한나라당       | 박종갑 |
| 2000년 | 10월 26일 | 대전 서구     |      | 자유민주연합   | 이헌구 |      | 자유민주연합   | 가기산 |
| 2000년 | 10월 26일 | 경북 영천시   |      | 무소속         | 정재균 |      | 무소속         | 박진규 |
| 2001년 | 4월 26일  | 서울 은평구   |      | 새천년민주당   | 이배영 |      | 한나라당       | 노재동 |
| 2001년 | 4월 26일  | 부산 금정구   |      | 자유민주연합   | 윤석천 |      | 한나라당       | 김문곤 |
| 2001년 | 4월 26일  | 충남 논산시   |      | 새천년민주당   | 전일순 |      | 자유민주연합   | 임성규 |
| 2001년 | 4월 26일  | 전북 군산시   |      | 새천년민주당   | 김길준 |      | 무소속         | 강근호 |
| 2001년 | 4월 26일  | 전북 임실군   |      | 새천년민주당   | 이형로 |      | 무소속         | 이철규 |
| 2001년 | 4월 26일  | 경남 마산시   |      | 한나라당       | 김인규 |      | 한나라당       | 황철곤 |
| 2001년 | 4월 26일  | 경남 사천시   |      | 새천년민주당   | 정만규 |      | 한나라당       | 김수영 |

### 민선 3기 (2002년 ~ 2006년)
| 연도   | 날짜      | 선거구        | 정당 | 정당         | 전임자 | 정당 | 정당         | 당선자 |
| ------ | --------- | ------------- | ---- | ------------ | ------ | ---- | ------------ | ------ |
| 2002년 | 12월 19일 | 전북 장수군   |      | 새천년민주당 | 최용득 |      | 무소속       | 장재영 |
| 2003년 | 4월 24일  | 충남 공주시   |      | 무소속       | 윤완중 |      | 무소속       | 오영희 |
| 2003년 | 4월 24일  | 경남 거제시   |      | 한나라당     | 양정식 |      | 한나라당     | 김한겸 |
| 2003년 | 10월 30일 | 충북 증평군   | 신설 | 신설         | 신설   |      | 한나라당     | 유명호 |
| 2003년 | 10월 30일 | 충북 음성군   |      | 한나라당     | 이건용 |      | 자유민주연합 | 박수광 |
| 2003년 | 10월 30일 | 충남 계룡시   | 신설 | 신설         | 신설   |      | 자유민주연합 | 최홍묵 |
| 2003년 | 10월 30일 | 경남 통영시   |      | 무소속       | 김동진 |      | 무소속       | 진의장 |
| 2004년 | 6월 5일   | 서울 중구     |      | 새천년민주당 | 김동일 |      | 한나라당     | 성낙합 |
| 2004년 | 6월 5일   | 서울 영등포구 |      | 한나라당     | 김용일 |      | 한나라당     | 김형수 |
| 2004년 | 6월 5일   | 서울 강동구   |      | 한나라당     | 김충환 |      | 한나라당     | 신동우 |
| 2004년 | 6월 5일   | 부산 해운대구 |      | 한나라당     | 허옥경 |      | 한나라당     | 배덕광 |
| 2004년 | 6월 5일   | 대구 동구     |      | 한나라당     | 임대윤 |      | 한나라당     | 이훈   |
| 2004년 | 6월 5일   | 대구 북구     |      | 한나라당     | 이명규 |      | 한나라당     | 이종화 |
| 2004년 | 6월 5일   | 대전 동구     |      | 자유민주연합 | 임영호 |      | 열린우리당   | 박병호 |
| 2004년 | 6월 5일   | 대전 유성구   |      | 자유민주연합 | 이병령 |      | 한나라당     | 진동규 |
| 2004년 | 6월 5일   | 대전 대덕구   |      | 자유민주연합 | 오희중 |      | 열린우리당   | 김창수 |
| 2004년 | 6월 5일   | 경기 부천시   |      | 열린우리당   | 원혜영 |      | 한나라당     | 홍건표 |
| 2004년 | 6월 5일   | 경기 평택시   |      | 한나라당     | 김선기 |      | 한나라당     | 송명호 |
| 2004년 | 6월 5일   | 충북 충주시   |      | 한나라당     | 이시종 |      | 한나라당     | 한창희 |
| 2004년 | 6월 5일   | 충남 당진군   |      | 자유민주연합 | 김낙성 |      | 열린우리당   | 민종기 |
| 2004년 | 6월 5일   | 전북 임실군   |      | 무소속       | 이철규 |      | 무소속       | 김진억 |
| 2004년 | 6월 5일   | 전남 화순군   |      | 열린우리당   | 임호경 |      | 무소속       | 이영남 |
| 2004년 | 6월 5일   | 전남 진도군   |      | 새천년민주당 | 양인섭 |      | 새천년민주당 | 김경부 |
| 2004년 | 6월 5일   | 경남 창원시   |      | 한나라당     | 배한성 |      | 한나라당     | 박완수 |
| 2004년 | 6월 5일   | 경남 양산시   |      | 한나라당     | 안종길 |      | 한나라당     | 오근섭 |
| 2004년 | 6월 5일   | 제주 제주시   |      | 새천년민주당 | 김태환 |      | 한나라당     | 김영훈 |
| 2004년 | 10월 30일 | 경기 파주시   |      | 한나라당     | 이준원 |      | 한나라당     | 류화선 |
| 2004년 | 10월 30일 | 강원 철원군   |      | 한나라당     | 김호연 |      | 열린우리당   | 문경현 |
| 2004년 | 10월 30일 | 전남 강진군   |      | 열린우리당   | 윤동환 |      | 새천년민주당 | 황주홍 |
| 2004년 | 10월 30일 | 전남 해남군   |      | 열린우리당   | 민화식 |      | 새천년민주당 | 박희현 |
| 2004년 | 10월 30일 | 경남 거창군   |      | 한나라당     | 김태호 |      | 한나라당     | 강석진 |
| 2005년 | 4월 30일  | 부산 강서구   |      | 한나라당     | 안병해 |      | 한나라당     | 강인길 |
| 2005년 | 4월 30일  | 경기 화성시   |      | 한나라당     | 우호태 |      | 한나라당     | 최영근 |
| 2005년 | 4월 30일  | 전남 목포시   |      | 새천년민주당 | 전태홍 |      | 새천년민주당 | 정종득 |
| 2005년 | 4월 30일  | 경북 영천시   |      | 한나라당     | 박진규 |      | 한나라당     | 손이목 |
| 2005년 | 4월 30일  | 경북 경산시   |      | 한나라당     | 윤영조 |      | 한나라당     | 최병국 |
| 2005년 | 4월 30일  | 경북 청도군   |      | 한나라당     | 김상순 |      | 무소속       | 이원동 |

### 민선 4기 (2006년 ~ 2010년)
| 연도   | 날짜      | 선거구        | 정당 | 정당       | 전임자 | 정당 | 정당           | 당선자 |
| ------ | --------- | ------------- | ---- | ---------- | ------ | ---- | -------------- | ------ |
| 2006년 | 10월 25일 | 충북 충주시   |      | 한나라당   | 한창희 |      | 한나라당       | 김호복 |
| 2006년 | 10월 25일 | 전남 화순군   |      | 민주당     | 전형준 |      | 무소속         | 전완준 |
| 2006년 | 10월 25일 | 전남 신안군   |      | 무소속     | 고길호 |      | 무소속         | 박우량 |
| 2006년 | 10월 25일 | 경남 창녕군   |      | 무소속     | 김종규 |      | 무소속         | 하종근 |
| 2007년 | 4월 25일  | 서울 양천구   |      | 한나라당   | 이훈구 |      | 무소속         | 추재엽 |
| 2007년 | 4월 25일  | 경기 동두천시 |      | 한나라당   | 최용수 |      | 무소속         | 오세창 |
| 2007년 | 4월 25일  | 경기 가평군   |      | 무소속     | 양재수 |      | 무소속         | 이진용 |
| 2007년 | 4월 25일  | 경기 양평군   |      | 무소속     | 한택수 |      | 무소속         | 김선교 |
| 2007년 | 4월 25일  | 충남 서산시   |      | 열린우리당 | 조규선 |      | 한나라당       | 유상곤 |
| 2007년 | 4월 25일  | 경북 봉화군   |      | 한나라당   | 김희문 |      | 무소속         | 엄태항 |
| 2007년 | 12월 19일 | 서울 강서구   |      | 한나라당   | 김도현 |      | 한나라당       | 김재현 |
| 2007년 | 12월 19일 | 부산 중구     |      | 무소속     | 이인준 |      | 한나라당       | 김은숙 |
| 2007년 | 12월 19일 | 경기 안양시   |      | 한나라당   | 신중대 |      | 한나라당       | 이필운 |
| 2007년 | 12월 19일 | 충남 연기군   |      | 국민중심당 | 이기봉 |      | 국민중심당     | 최준섭 |
| 2007년 | 12월 19일 | 전북 부안군   |      | 민주당     | 이병학 |      | 대통합민주신당 | 김호수 |
| 2007년 | 12월 19일 | 전남 장흥군   |      | 무소속     | 김인규 |      | 대통합민주신당 | 이명흠 |
| 2007년 | 12월 19일 | 전남 해남군   |      | 민주당     | 박희현 |      | 대통합민주신당 | 김충식 |
| 2007년 | 12월 19일 | 전남 장성군   |      | 무소속     | 유두석 |      | 무소속         | 이청   |
| 2007년 | 12월 19일 | 경북 영천시   |      | 한나라당   | 손이목 |      | 무소속         | 김영석 |
| 2007년 | 12월 19일 | 경북 청송군   |      | 한나라당   | 윤경희 |      | 한나라당       | 한동수 |
| 2007년 | 12월 19일 | 경북 청도군   |      | 한나라당   | 이원동 |      | 무소속         | 정한태 |
| 2007년 | 12월 19일 | 경남 함안군   |      | 무소속     | 진석규 |      | 무소속         | 김충식 |
| 2007년 | 12월 19일 | 경남 창녕군   |      | 무소속     | 하종근 |      | 무소속         | 조영규 |
| 2008년 | 6월 4일   | 서울 강동구   |      | 한나라당   | 신동우 |      | 통합민주당     | 이해식 |
| 2008년 | 6월 4일   | 인천 서구     |      | 한나라당   | 이학재 |      | 통합민주당     | 이훈국 |
| 2008년 | 6월 4일   | 대전 서구     |      | 한나라당   | 윤진   |      | 무소속         | 서중현 |
| 2008년 | 6월 4일   | 경기 포천시   |      | 한나라당   | 박윤국 |      | 무소속         | 서장원 |
| 2008년 | 6월 4일   | 강원 고성군   |      | 한나라당   | 함형구 |      | 무소속         | 황종국 |
| 2008년 | 6월 4일   | 전남 영광군   |      | 무소속     | 강종만 |      | 통합민주당     | 정기호 |
| 2008년 | 6월 4일   | 경북 청도군   |      | 무소속     | 정한태 |      | 한나라당       | 이중근 |
| 2008년 | 6월 4일   | 경남 남해군   |      | 한나라당   | 하영제 |      | 무소속         | 정현태 |
| 2008년 | 6월 4일   | 경남 거창군   |      | 한나라당   | 강석진 |      | 무소속         | 양동인 |
| 2008년 | 10월 29일 | 울산 울주군   |      | 한나라당   | 엄창섭 |      | 한나라당       | 신장열 |
| 2008년 | 10월 29일 | 충남 연기군   |      | 자유선진당 | 최준섭 |      | 자유선진당     | 유한식 |
| 2009년 | 4월 29일  | 경기 시흥시   |      | 한나라당   | 이연수 |      | 민주당         | 김윤식 |

### 민선 5기 (2010년 ~ 2014년)
| 연도   | 날짜      | 선거구      | 정당 | 정당       | 전임자 | 정당 | 정당       | 당선자 |
| ------ | --------- | ----------- | ---- | ---------- | ------ | ---- | ---------- | ------ |
| 2010년 | 10월 27일 | 광주 서구   |      | 무소속     | 전주언 |      | 무소속     | 김종식 |
| 2010년 | 10월 27일 | 경남 의령군 |      | 무소속     | 권태우 |      | 한나라당   | 김채용 |
| 2011년 | 4월 27일  | 서울 중구   |      | 민주당     | 박형상 |      | 한나라당   | 최창식 |
| 2011년 | 4월 27일  | 울산 중구   |      | 무소속     | 조용수 |      | 한나라당   | 박성민 |
| 2011년 | 4월 27일  | 울산 동구   |      | 한나라당   | 정천석 |      | 민주노동당 | 김종훈 |
| 2011년 | 4월 27일  | 강원 양양군 |      | 한나라당   | 이진호 |      | 민주당     | 정상철 |
| 2011년 | 4월 27일  | 충남 태안군 |      | 무소속     | 김세호 |      | 자유선진당 | 진태구 |
| 2011년 | 4월 27일  | 전남 화순군 |      | 무소속     | 전완준 |      | 민주당     | 홍이식 |
| 2011년 | 10월 26일 | 서울 양천구 |      | 민주당     | 이제학 |      | 한나라당   | 추재엽 |
| 2011년 | 10월 26일 | 부산 동구   |      | 무소속     | 박한재 |      | 한나라당   | 정영석 |
| 2011년 | 10월 26일 | 대구 서구   |      | 무소속     | 서중현 |      | 한나라당   | 강성호 |
| 2011년 | 10월 26일 | 강원 인제군 |      | 무소속     | 이기순 |      | 한나라당   | 이순선 |
| 2011년 | 10월 26일 | 충북 충주시 |      | 민주당     | 우건도 |      | 한나라당   | 이종배 |
| 2011년 | 10월 26일 | 충남 서산시 |      | 한나라당   | 유상곤 |      | 한나라당   | 이완섭 |
| 2011년 | 10월 26일 | 전북 남원시 |      | 민주당     | 윤승호 |      | 민주당     | 이환주 |
| 2011년 | 10월 26일 | 전북 순창군 |      | 민주당     | 강인형 |      | 민주당     | 황숙주 |
| 2011년 | 10월 26일 | 경북 칠곡군 |      | 무소속     | 장세호 |      | 한나라당   | 백선기 |
| 2011년 | 10월 26일 | 경북 울릉군 |      | 한나라당   | 정윤열 |      | 무소속     | 최수일 |
| 2011년 | 10월 26일 | 경남 함양군 |      | 무소속     | 이철우 |      | 한나라당   | 최완식 |
| 2012년 | 4월 11일  | 인천 강화군 |      | 무소속     | 안덕수 |      | 새누리당   | 유천호 |
| 2012년 | 4월 11일  | 전남 순천시 |      | 무소속     | 노관규 |      | 무소속     | 조충훈 |
| 2012년 | 4월 11일  | 전남 강진군 |      | 무소속     | 황주홍 |      | 민주통합당 | 강진원 |
| 2012년 | 4월 11일  | 전남 무안군 |      | 민주통합당 | 서삼석 |      | 민주통합당 | 김철주 |
| 2012년 | 4월 11일  | 경북 문경시 |      | 무소속     | 신현국 |      | 새누리당   | 고윤환 |
| 2012년 | 12월 19일 | 인천 중구   |      | 민주통합당 | 김홍복 |      | 새누리당   | 김홍섭 |
| 2012년 | 12월 19일 | 광주 동구   |      | 민주통합당 | 유태명 |      | 민주통합당 | 노희용 |
| 2012년 | 12월 19일 | 경북 경산시 |      | 무소속     | 최병국 |      | 무소속     | 최영조 |
| 2013년 | 4월 24일  | 경기 가평군 |      | 무소속     | 이진용 |      | 무소속     | 김성기 |
| 2013년 | 4월 24일  | 경남 함양군 |      | 새누리당   | 최완식 |      | 무소속     | 임창호 |

### 민선 6기 (2014년 ~ 2018년)
| 연도   | 날짜      | 선거구      | 정당 | 정당         | 전임자 | 정당 | 정당         | 당선자 |
| ------ | --------- | ----------- | ---- | ------------ | ------ | ---- | ------------ | ------ |
| 2015년 | 10월 28일 | 경남 고성군 |      | 새누리당     | 하학열 |      | 새누리당     | 최평호 |
| 2016년 | 4월 13일  | 대구 달서구 |      | 새누리당     | 곽대훈 |      | 새누리당     | 이태훈 |
| 2016년 | 4월 13일  | 광주 동구   |      | 더불어민주당 | 노희용 |      | 국민의당     | 김성환 |
| 2016년 | 4월 13일  | 경기 구리시 |      | 더불어민주당 | 박영순 |      | 새누리당     | 백경현 |
| 2016년 | 4월 13일  | 경기 양주시 |      | 새누리당     | 현삼식 |      | 더불어민주당 | 이성호 |
| 2016년 | 4월 13일  | 충북 진천군 |      | 더불어민주당 | 유영훈 |      | 더불어민주당 | 송기섭 |
| 2016년 | 4월 13일  | 전북 익산시 |      | 무소속       | 박경철 |      | 국민의당     | 정헌율 |
| 2016년 | 4월 13일  | 경남 김해시 |      | 더불어민주당 | 김맹곤 |      | 더불어민주당 | 허성곤 |
| 2016년 | 4월 13일  | 경남 거창군 |      | 새누리당     | 이홍기 |      | 무소속       | 양동인 |
| 2017년 | 4월 12일  | 경기 하남시 |      | 더불어민주당 | 이교범 |      | 더불어민주당 | 오수봉 |
| 2017년 | 4월 12일  | 경기 포천시 |      | 무소속       | 서장원 |      | 자유한국당   | 김종천 |
| 2017년 | 4월 12일  | 충북 괴산군 |      | 무소속       | 임각수 |      | 무소속       | 나용찬 |

### 민선 7기 (2018년 ~ 2022년)
| 연도   | 날짜     | 선거구      | 정당 | 정당         | 전임자 | 정당 | 정당         | 당선자 |
| ------ | -------- | ----------- | ---- | ------------ | ------ | ---- | ------------ | ------ |
| 2020년 | 4월 15일 | 부산 중구   |      | 더불어민주당 | 윤종서 |      | 미래통합당   | 최진봉 |
| 2020년 | 4월 15일 | 경기 안성시 |      | 더불어민주당 | 우석제 |      | 더불어민주당 | 김보라 |
| 2020년 | 4월 15일 | 강원 횡성군 |      | 무소속       | 한규호 |      | 더불어민주당 | 장신상 |
| 2020년 | 4월 15일 | 강원 고성군 |      | 더불어민주당 | 이경일 |      | 더불어민주당 | 함명준 |
| 2020년 | 4월 15일 | 충남 천안시 |      | 더불어민주당 | 구본영 |      | 미래통합당   | 박상돈 |
| 2020년 | 4월 15일 | 전북 진안군 |      | 더불어민주당 | 이항로 |      | 더불어민주당 | 전춘성 |
| 2020년 | 4월 15일 | 전남 함평군 |      | 민주평화당   | 이윤행 |      | 더불어민주당 | 이상익 |
| 2020년 | 4월 15일 | 경북 상주시 |      | 자유한국당   | 황천모 |      | 미래통합당   | 강영석 |
| 2021년 | 4월 7일  | 울산 남구   |      | 더불어민주당 | 김진규 |      | 국민의힘     | 서동욱 |
| 2021년 | 4월 7일  | 경남 의령군 |      | 미래통합당   | 이선두 |      | 국민의힘     | 오태완 |

### 민선 8기 (2022년 ~ 2026년)
| 연도   | 날짜      | 선거구      | 정당 | 정당         | 전임자 | 정당 | 정당         | 당선자 |
| ------ | --------- | ----------- | ---- | ------------ | ------ | ---- | ------------ | ------ |
| 2023년 | 4월 5일   | 경남 창녕군 |      | 국민의힘     | 김부영 |      | 무소속       | 성낙인 |
| 2023년 | 10월 11일 | 서울 강서구 |      | 국민의힘     | 김태우 |      | 더불어민주당 | 진교훈 |
| 2024년 | 4월 10일  | 대전 중구   |      | 국민의힘     | 김광신 |      | 더불어민주당 | 김제선 |
| 2024년 | 4월 10일  | 경남 밀양시 |      | 국민의힘     | 박일호 |      | 국민의힘     | 안병구 |
| 2024년 | 10월 16일 | 부산 금정구 |      | 국민의힘     | 김재윤 |      | 국민의힘     | 윤일현 |
| 2024년 | 10월 16일 | 인천 강화군 |      | 국민의힘     | 유천호 |      | 국민의힘     | 박용철 |
| 2024년 | 10월 16일 | 전남 곡성군 |      | 더불어민주당 | 이상철 |      | 더불어민주당 | 조상래 |
| 2024년 | 10월 16일 | 전남 영광군 |      | 무소속       | 강종만 |      | 더불어민주당 | 장세일 |
| 2025년 | 4월 2일   | 서울 구로구 |      | 국민의힘     | 문헌일 |      | 더불어민주당 | 장인홍 |
| 2025년 | 4월 2일   | 충남 아산시 |      | 국민의힘     | 박경귀 |      | 더불어민주당 | 오세현 |
| 2025년 | 4월 2일   | 전남 담양군 |      | 더불어민주당 | 이병노 |      | 조국혁신당   | 정철원 |
| 2025년 | 4월 2일   | 경북 김천시 |      | 국민의힘     | 김충섭 |      | 국민의힘     | 배낙호 |
| 2025년 | 4월 2일   | 경남 거제시 |      | 국민의힘     | 박종우 |      | 더불어민주당 | 변광용 |

### 민선 9기 (2026년 ~ 2030년)
재보궐선거가 아직 실시되지 않았다.

## 교육감

### 민선 4기 (2006년 ~ 2010년)
| 연도   | 날짜      | 선거구         | 전임자 | 당선자 |
| ------ | --------- | -------------- | ------ | ------ |
| 2007년 | 2월 14일  | 부산광역시     | 직선   | 설동근 |
| 2007년 | 12월 19일 | 울산광역시     | 직선   | 김상만 |
| 2007년 | 12월 19일 | 충청북도       | 직선   | 이기용 |
| 2007년 | 12월 19일 | 경상남도       | 직선   | 권정호 |
| 2007년 | 12월 19일 | 제주특별자치도 | 직선   | 양성언 |
| 2008년 | 6월 25일  | 충청남도       | 직선   | 오제직 |
| 2008년 | 7월 23일  | 전라북도       | 직선   | 최규호 |
| 2008년 | 7월 30일  | 서울특별시     | 직선   | 공정택 |
| 2008년 | 12월 17일 | 대전광역시     | 직선   | 김신호 |
| 2009년 | 4월 8일   | 경기도         | 직선   | 김상곤 |
| 2009년 | 4월 29일  | 충청남도       | 오제직 | 김종성 |
| 2009년 | 4월 29일  | 경상북도       | 직선   | 이영우 |

### 민선 5기 (2010년 ~ 2014년)
| 연도   | 날짜      | 선거구         | 전임자 | 당선자 |
| ------ | --------- | -------------- | ------ | ------ |
| 2012년 | 4월 11일  | 세종특별자치시 | 신설   | 신정균 |
| 2012년 | 12월 19일 | 서울특별시     | 곽노현 | 문용린 |

### 민선 6기 (2014년 ~ 2018년)
재보궐선거가 실시되지 않았다.

### 민선 7기 (2018년 ~ 2022년)
재보궐선거가 실시되지 않았다.

### 민선 8기 (2022년 ~ 2026년)
| 연도   | 날짜      | 선거구     | 전임자 | 당선자 |
| ------ | --------- | ---------- | ------ | ------ |
| 2023년 | 4월 5일   | 울산광역시 | 노옥희 | 천창수 |
| 2024년 | 10월 16일 | 서울특별시 | 조희연 | 정근식 |
| 2025년 | 4월 2일   | 부산광역시 | 하윤수 | 김석준 |

### 민선 9기 (2026년 ~ 2030년)
재보궐선거가 아직 실시되지 않았다.

## 같이 보기
- 전국동시지방선거
- 대한민국의 재보궐선거